# Burmeistera hammelii
Burmeistera hammelii là loài thực vật có hoa trong họ Hoa chuông. Loài này được Wilbur mô tả khoa học đầu tiên năm 1981.